# Saison 2015 de l'équipe cycliste Armée de terre

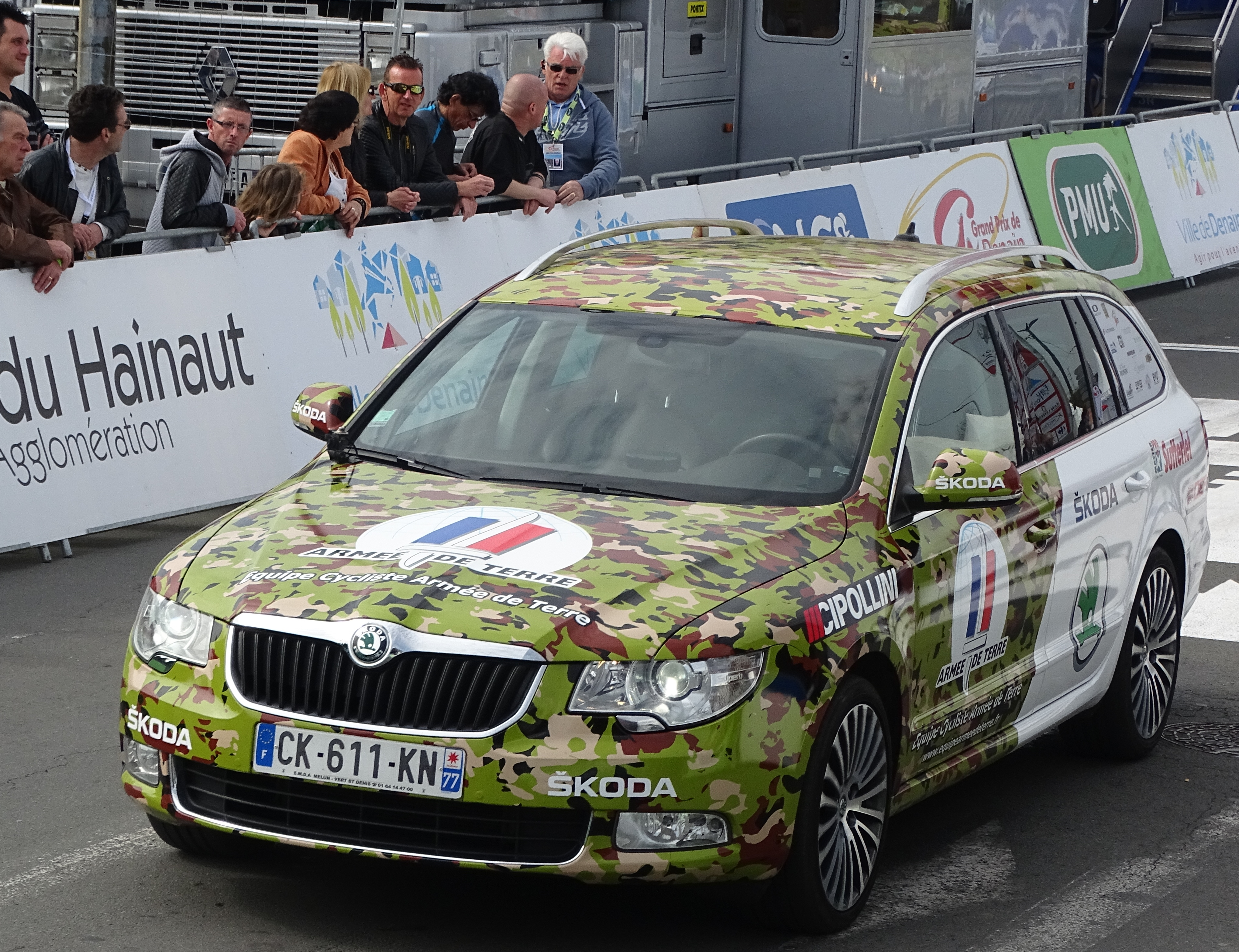
Une des voitures de l'équipe lors du Grand Prix de Denain 2015.

La saison 2015 de l'équipe cycliste Armée de terre est la cinquième de cette équipe mais la première en tant qu'équipe continentale.

## Préparation de la saison 2015

### Arrivées et départs
| Arrivées          | Équipe 2014             |
| ----------------- | ----------------------- |
| Bryan Alaphilippe | Guidon chalettois       |
| David Cherbonnet  | VC Pays de Loudéac      |
| Julien Duval      | Roubaix Lille Métropole |
| Jérôme Mainard    | CR4C Roanne             |
| Quentin Pacher    | AVC Aix-en-Provence     |
| Jimmy Raibaud     | CR4C Roanne             |
| Benjamin Thomas   | Bourges EC 18           |
| Étienne Tortelier | VC Pays de Loudéac      |

| Départs              | Équipe 2015                 |
| -------------------- | --------------------------- |
| Lucien Capot         | Entente Sud Gascogne        |
| Guillaume de Gasquet |                             |
| Alexandre Delétang   | Océane Top 16               |
| Vincent Louiche      | Paris CO                    |
| Dany Maffeïs         | CC Villeneuve Saint-Germain |
| David Menut          | Auber 93                    |
| Julien Pion          | Charvieu-Chavagneux IC      |
| Christopher Piry     | VC Rouen 76                 |
| Marc Sarreau         | FDJ                         |
| Mathieu Teychenne    | Rémy Meder Haguenau         |

## Coureurs et encadrement technique

### Effectif

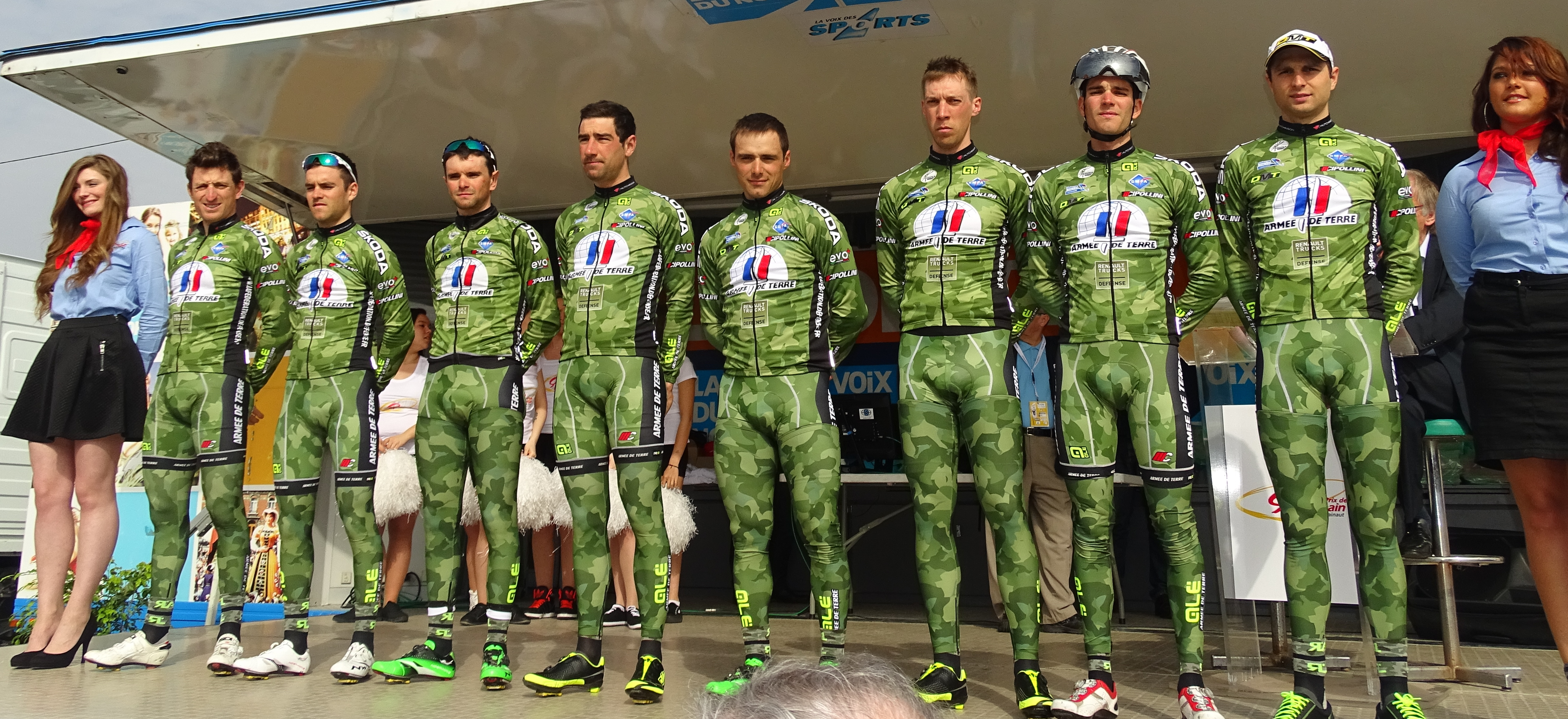
L'équipe lors du Grand Prix de Denain 2015.

Portraits
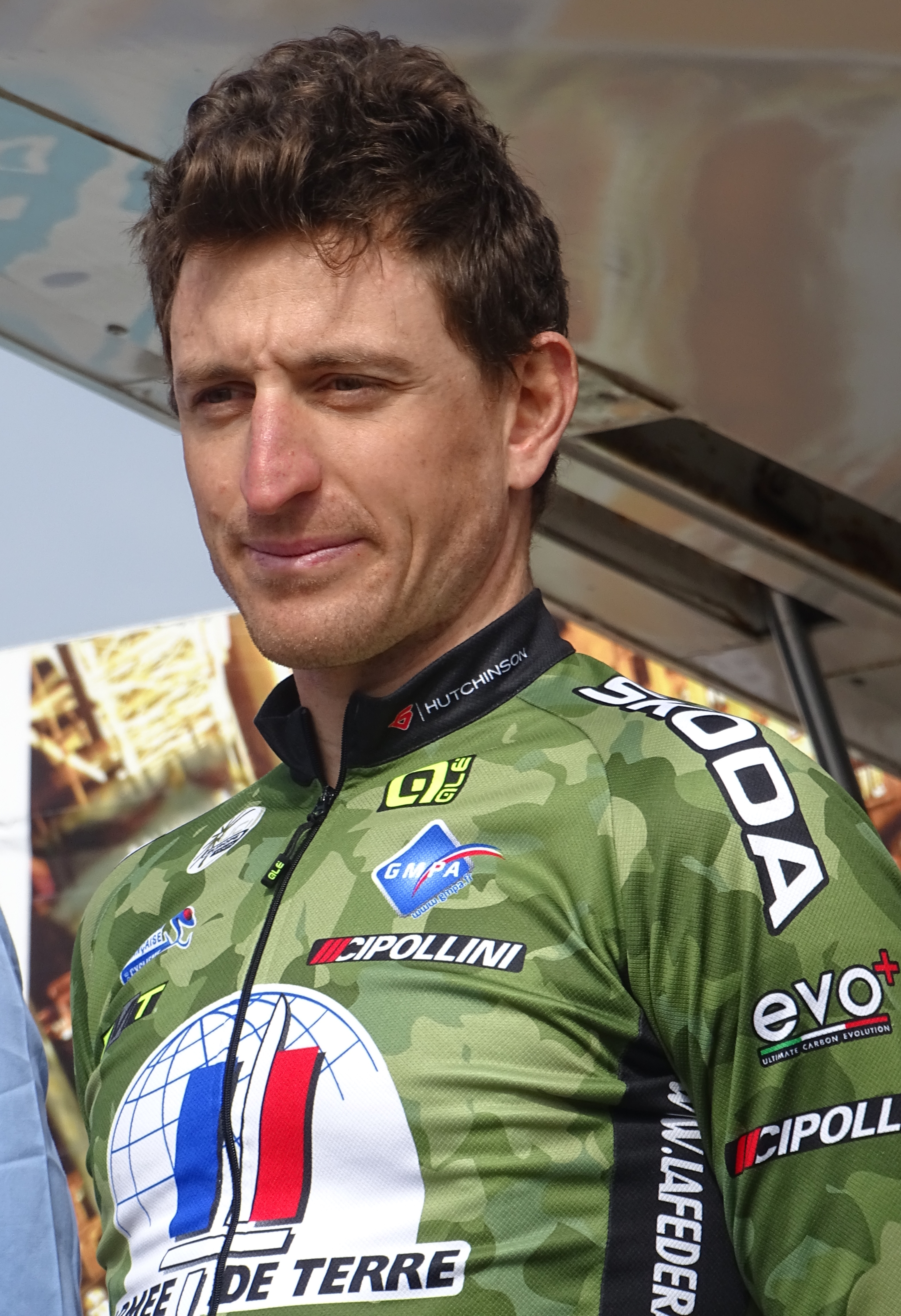
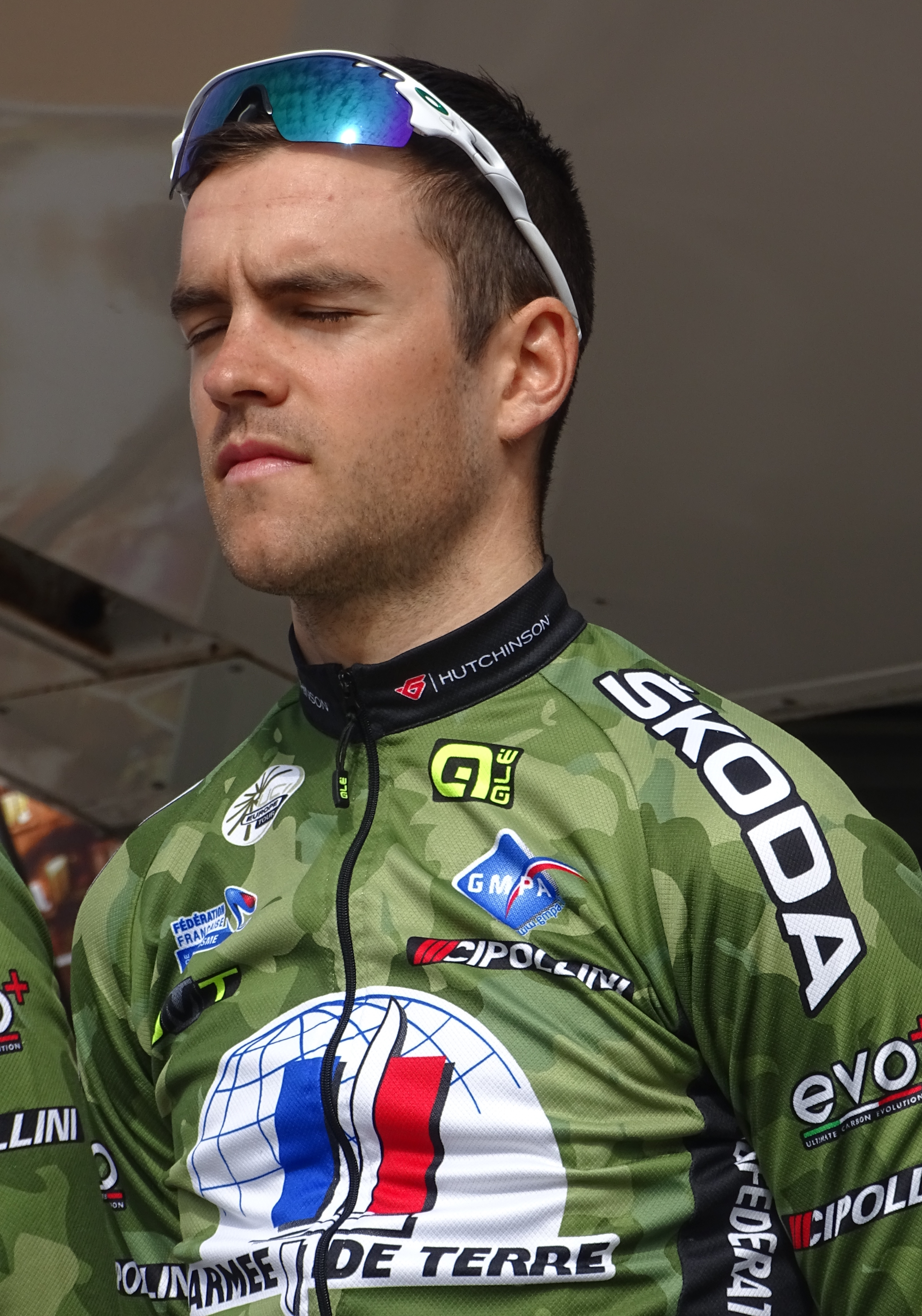
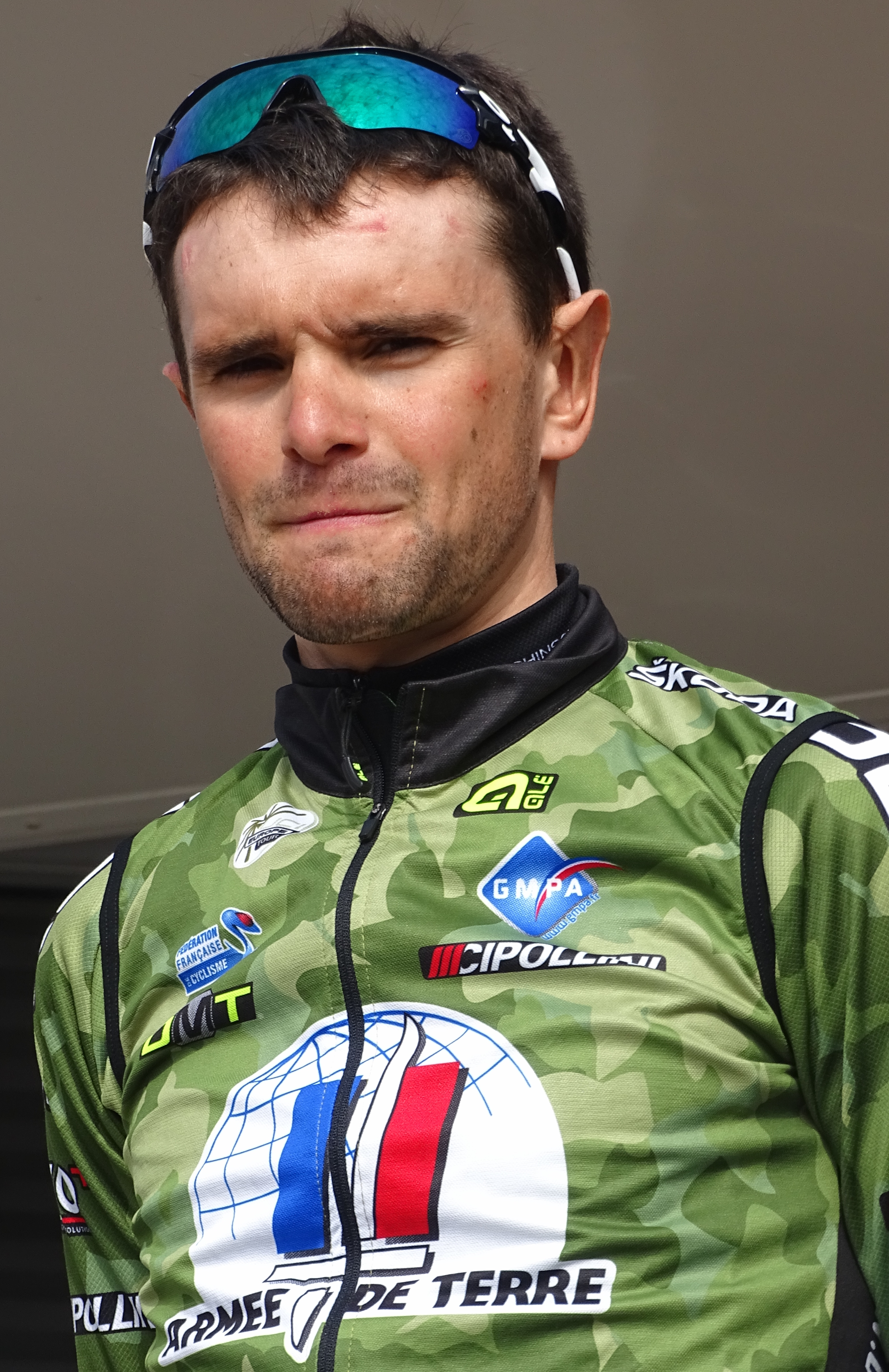
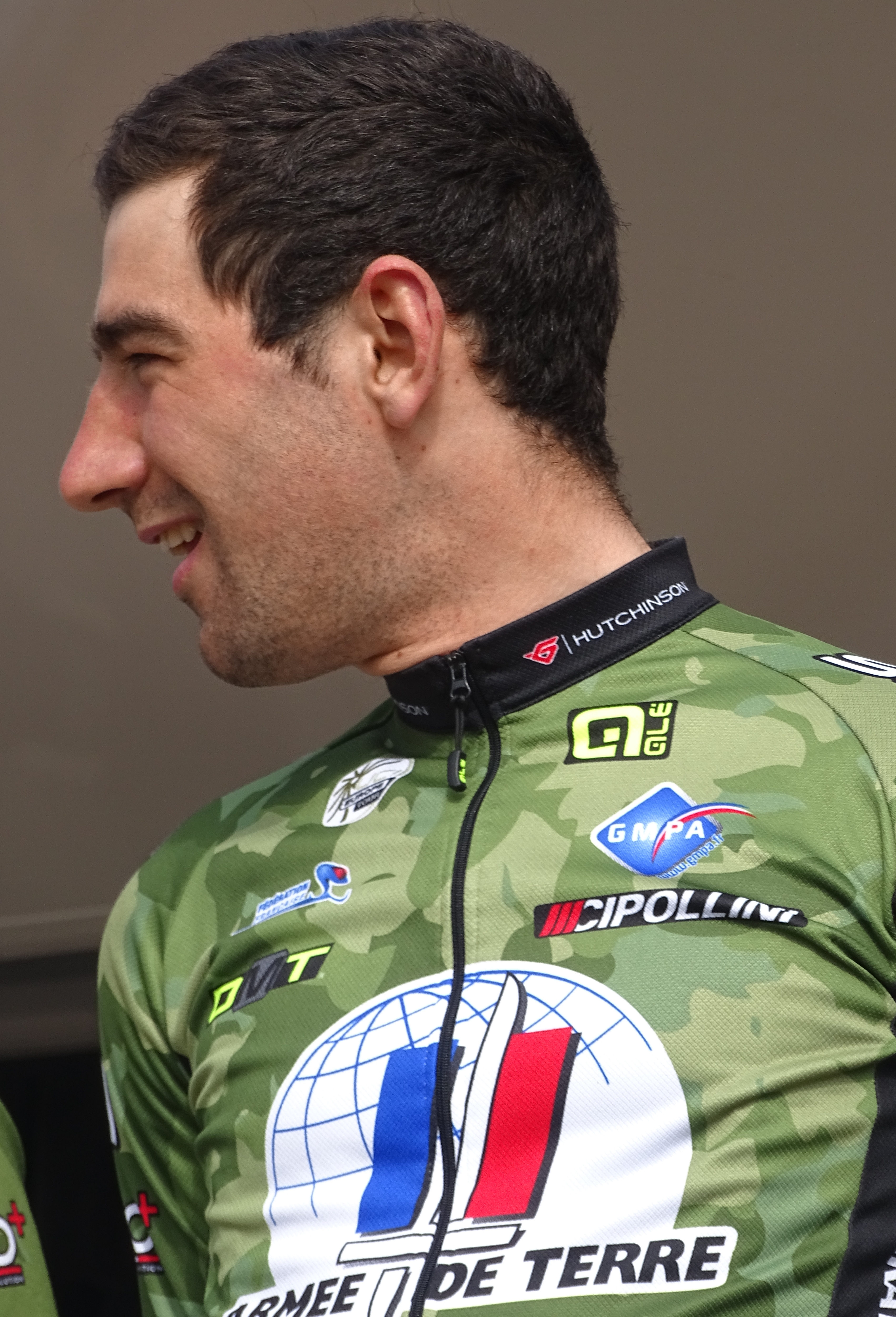
Julien Duval.
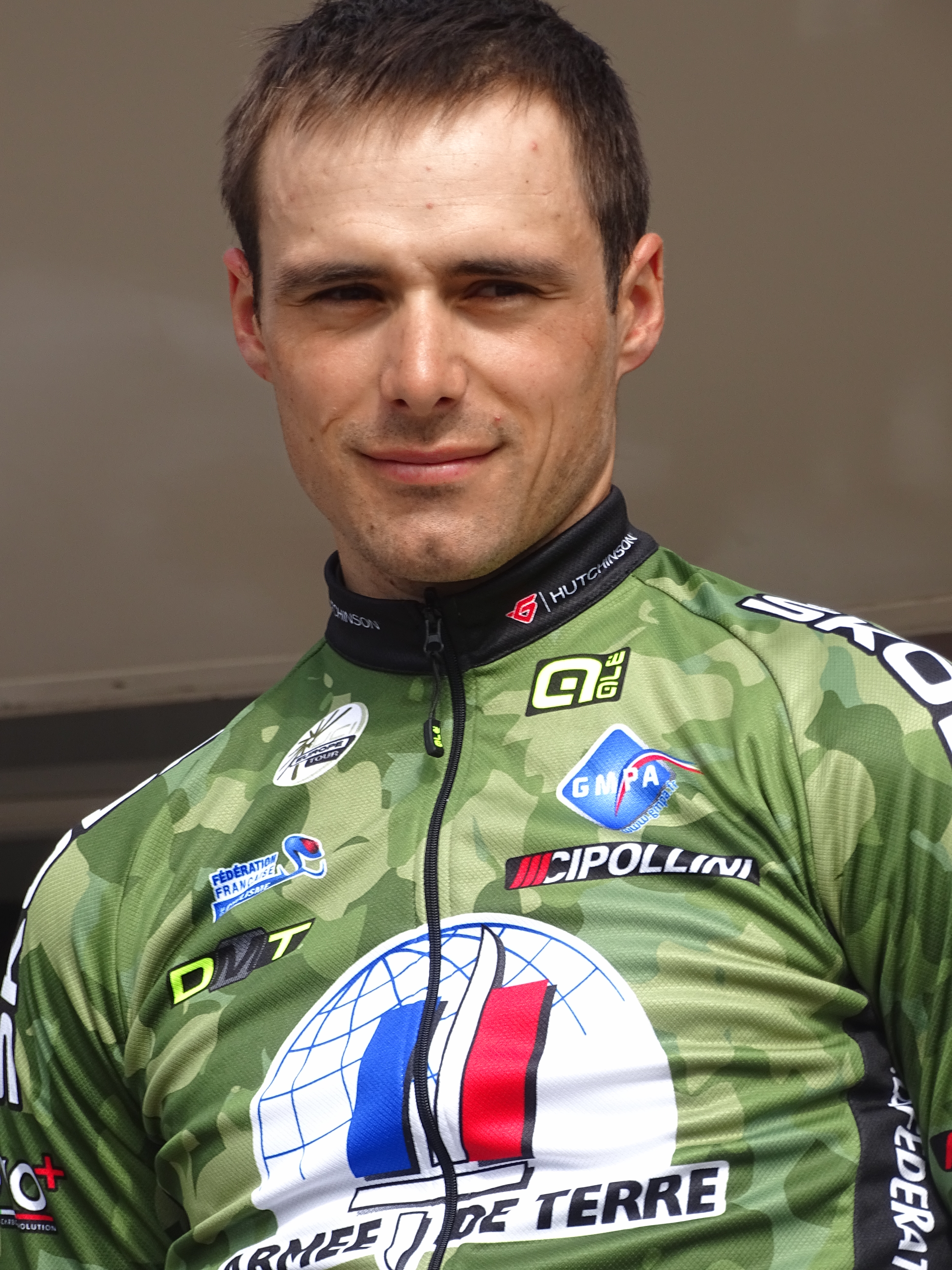
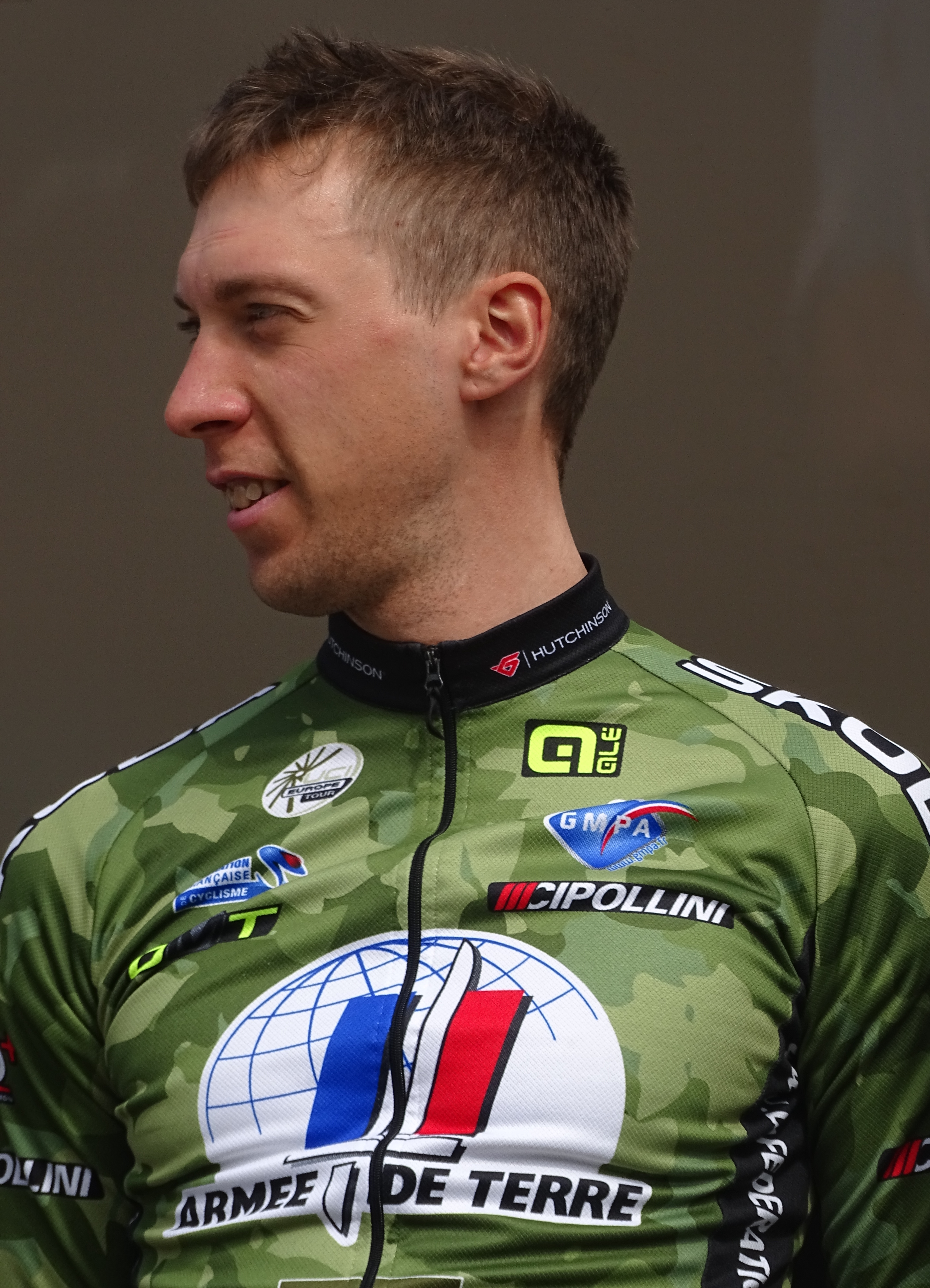
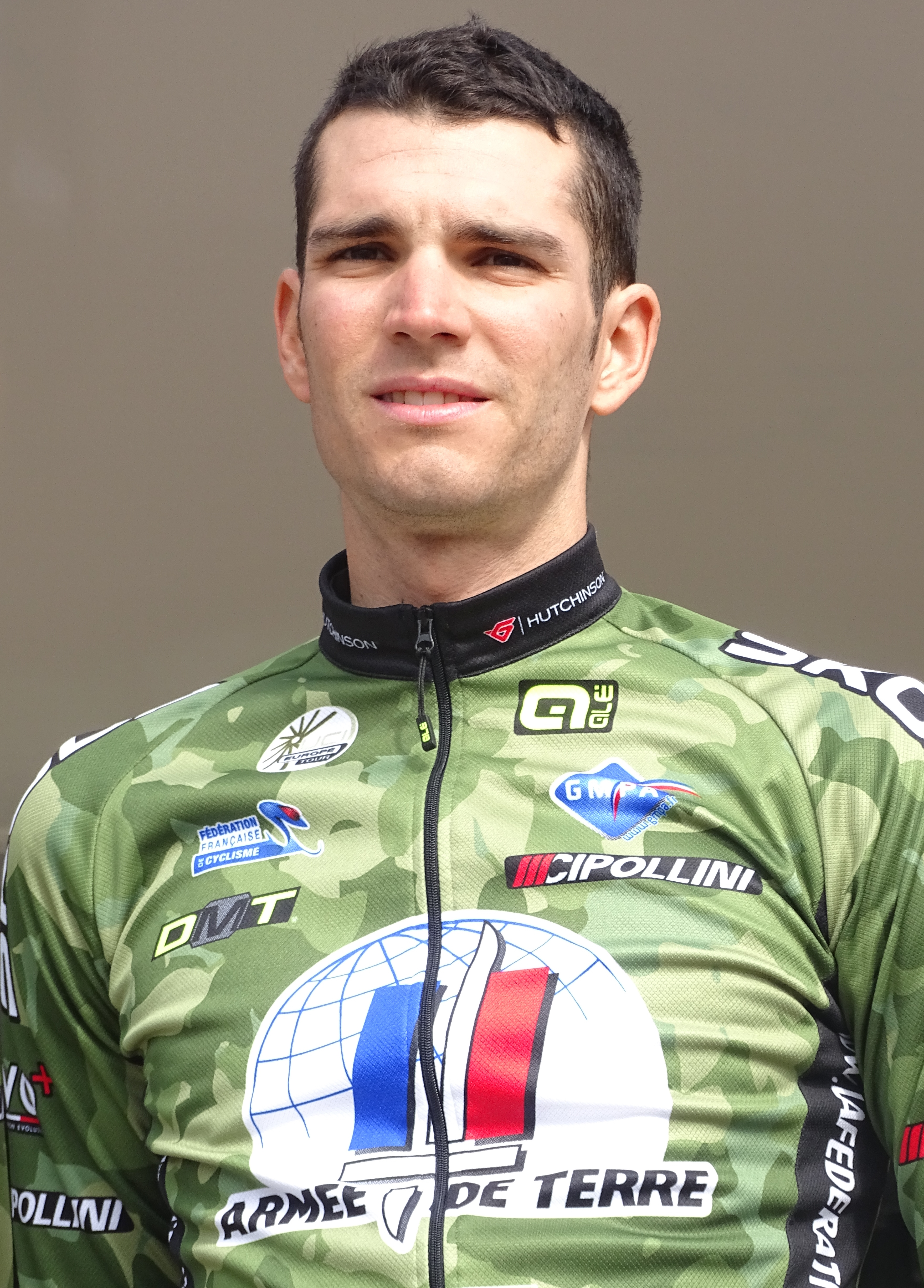
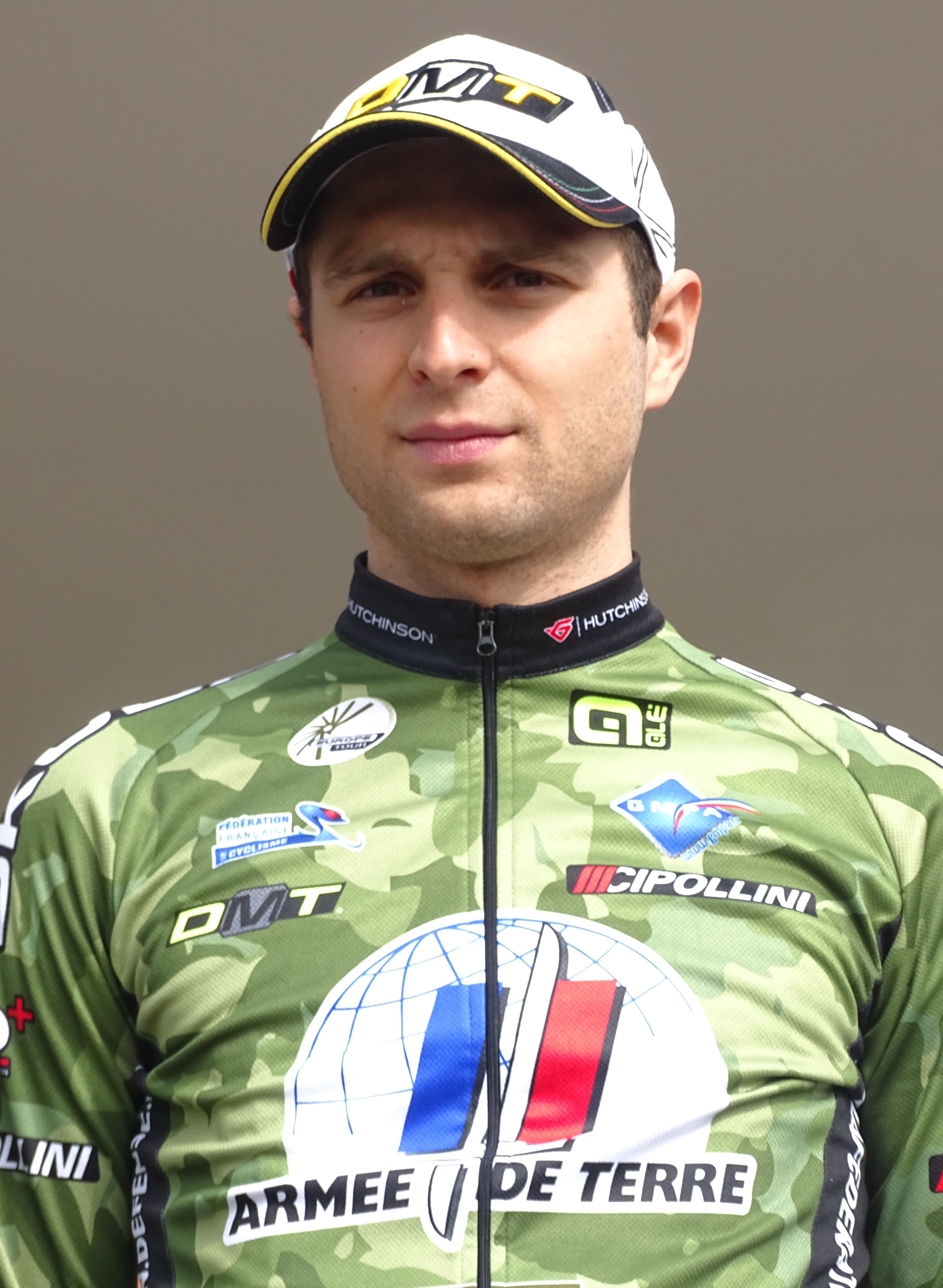

| Cycliste          | Date de naissance | Nationalité | Équipe 2014             |  |
| ----------------- | ----------------- | ----------- | ----------------------- |  |
| Bryan Alaphilippe | 17 août 1995      | France      | Guidon chalettois       |  |
| Bruno Armirail    | 11 avril 1994     | France      | Armée de terre          |  |
| Yoann Barbas      | 24 octobre 1988   | France      | Armée de terre          |  |
| Alexis Bodiot     | 3 mai 1988        | France      | Armée de terre          |  |
| Fabien Canal      | 4 avril 1989      | France      | Armée de terre          |  |
| David Cherbonnet  | 12 juin 1993      | France      | VC Pays de Loudéac      |  |
| Romain Combaud    | 1er avril 1991    | France      | Armée de terre          |  |
| Julien Duval      | 27 mai 1990       | France      | Roubaix Lille Métropole |  |
| Julien Gonnet     | 2 septembre 1981  | France      | Armée de terre          |  |
| Yann Guyot        | 26 février 1986   | France      | Armée de terre          |  |
| Romain Le Roux    | 3 juillet 1992    | France      | Armée de terre          |  |
| Kévin Lebreton    | 30 octobre 1993   | France      | Armée de terre          |  |
| Jordan Levasseur  | 29 mai 1995       | France      | Armée de terre          |  |
| Jérôme Mainard    | 25 août 1986      | France      | CR4C Roanne             |  |
| Quentin Pacher    | 6 janvier 1992    | France      | AVC Aix-en-Provence     |  |
| Jimmy Raibaud     | 13 novembre 1991  | France      | CR4C Roanne             |  |
| Benoît Sinner     | 7 août 1984       | France      | Armée de terre          |  |
| Benjamin Thomas   | 12 septembre 1995 | France      | Bourges EC 18           |  |
| Étienne Tortelier | 14 avril 1990     | France      | VC Pays de Loudéac      |  |

- Portraits
- Julien Duval.

## Bilan de la saison

### Victoires

#### Sur route
| Date       | Course                           | Pays   | Classe | Vainqueur  |
| ---------- | -------------------------------- | ------ | ------ | ---------- |
| 17/04/2015 | 3e étape du Tour du Loir-et-Cher | France | 2.2    | Yann Guyot |

#### En cyclo-cross
| Date       | Course                                                 | Pays   | Classe | Vainqueur    |
| ---------- | ------------------------------------------------------ | ------ | ------ | ------------ |
| 03/01/2015 | Cyclo-Cross International de la Solidarité, Lutterbach | France | C2     | Fabien Canal |

#### Sur piste
| Date       | Course                                                | Pays   | Classe | Vainqueur       |
| ---------- | ----------------------------------------------------- | ------ | ------ | --------------- |
| 01/02/2015 | Fénioux Piste International, Course à points, Roubaix | France | C1     | Benjamin Thomas |
| 01/02/2015 | Fénioux Piste International, Omnium, Roubaix          | France | C1     | Benjamin Thomas |